# Пермяки (Оричевский район)
Пермяки — деревня в Оричевском районе Кировской области в составе Пищальского сельского поселения.

## География
Расположена на расстоянии примерно 1 км на восток от административного центра поселения села Пищалье.

## История
Известна с 1719 года как деревня Стариковская с населением 10 душ мужского пола, к 1770 40 жителей.  В 1873 году здесь (деревня Стариковская или Пермяки) отмечено дворов 9 и жителей 97, в 1905 17 и 141, в 1926 (уже Пермяки или Стариковская) 31 и 184, в 1950 36 и 135, в 1989 проживало 18 человек. Настоящее название утвердилось с 1939 года.

## Население
Постоянное население  составляло 11 человек (русские 100%) в 2002 году, 7 в 2010.